# گرووی (زبان برنامه‌نویسی)
گرووی (به انگلیسی: Groovy) زبان برنامه‌نویسی پویایی است که برای ماشین مجازی جاوا ایجاد شده‌است، و هم می‌تواند مفسر اجرا شود، یا اینکه کامپایل شود. این زبان از زبان‌هایی مانند روبی، پایتون، پرل، اسمال‌تاک، و همچنین جاوا تأثیر گرفته‌است.
گرووی توسط اسپرینگ‌سورس، که بخشی از وی‌ام‌ویر است توسعه داده می‌شود.

## ویژگی‌های گرووی

### برنامه‌نویسی شی‌گرا
همه چیز در گرووی یک شی است. گرووی تمام عملگرها را به صورت فراخوانی تابع پیاده‌سازی می‌کند. این باعث می‌شود که کد زیر:
```
1
 
+
 
1

```

به صورت زیر اجرا شود:
```
1
.
plus
(
1
)

```

این به معنی این است که می‌توان در گرووی عملگرها را رونویسی کرد. در زیر مثالی از رونویسی عملگر plus را مشاهده می‌کنید:
```
class
 
Score
 
{

   
int
 
value
;

   
public
 
Score
 
plus
 
(
Score
 
other
)
 
{

      
return
 
new
 
Score
(
value:
 
value
 
+
 
other
.
value
)

   
}

}

Score
 
myScore
 
=
 
new
 
Score
(
value:
 
88
)

Score
 
yourScore
 
=
 
new
 
Score
(
value:
 
89
)

Score
 
totalScore
 
=
 
myScore
 
+
 
yourScore

assert
 
totalScore
 
==
 
177

```

### برنامه‌نویسی تابعی
برنامه‌نویسی تابعی سبکی از برنامه‌نویسی است که بر روی استفاده از توابع، بدون استفاده از متغیرهای حالت و گام‌های رویه‌ای، برای حل مسایل محاسباتی تأکید می‌کند.
توابع گرووی می‌توانند برای تعریف توابعی به کار روند که هیچ گام رویه‌ای ندارند. به عنوان مثال تابع فاکتوریل را می‌توان به صورت زیر پیاده‌سازی کرد:
```
def
 
fac
(
n
)
 
{
 
n
 
==
 
0
 
?
 
1
 
:
 
n
 
*
 
fac
(
n
 
-
 
1
)
 
}

```

#### بستارها
یک بستار در گرووی تکه‌ای از کد است که تعریف می‌شود و در نکته‌ای دیگر اجرا می‌شود. بستارها می‌توانند به متغیرهای حوزه‌ای که بستار در آن تعریف شده دسترسی داشته باشد. به این متغیرها، متغیرهای آزاد می‌گویند. به نمونه زیر توجه کنید:
```
def
 
adder
(
n
)
 
{

   
return
 
{
 
num
 
->
 
num
 
+
 
n
 
}

}

def
 
add5
 
=
 
adder
(
5
)

println
 
add5
(
7
)
 
// prints 12

```

### پویا بودن
در گرووی می‌توان ساختار کلاس‌های تعریف شده را در زمان اجرا تغییر داد. می‌توان در زمان به یک کلاس متغیر یا تابع جدید اضافه کرد.

### نوع‌گذاری قوی و نوع‌گذاری شل
هنگام تعریف یک متغیر در گرووی نیازی به مشخص کردن نوع آن نیست. به عنوان نمونه:
```
def
 
someObject
 
=
 
"some value"
;

```

هنگامی که کد بالا به بایت‌کد جاوا ترجمه می‌شود، معادل کد زیر در جاوا خواهد بود:
```
GroovyObject
 
someObject
 
=
 
"some value"
;

```

همچنین نوع‌گذاری قوی نیز در گرووی پشتیبانی می‌شود. به عنوان نمونه کد زیر نیز در گرووی مجاز است:
```
String
 
someObject
 
=
 
"some value"
;

```

### یکپارچه‌سازی مستقیم با جاوا
کلاس‌های گرووی به بایت‌کد جاوا ترجمه می‌شوند، و می‌توان کلاس‌های جاوا را در گرووی، و کلاس‌های گرووی را در جاوا استفاده کرد. به عنوان نمونه در زیر یک کلاس در جاوا و یک کلاس در گرووی مشاهده می‌کنید که از یکدیگر استفاده می‌کنند:
کلاس تعریف شده در جاوا:
```
public
 
class
 
AClassInJava
 
{

    
public
 
static
 
void
 
main
(
String
[]
 
args
)
 
{

        
new
 
AClassInJava
().
printMessage
();

        
new
 
AClassInGroovy
().
printMessage
();

    
}

    
public
 
void
 
printMessage
()
 
{

       
System
.
out
.
println
(
"Hello from Java"
);

    
}

}

```

و کلاس تعریف شده در گرووی:
```
class
 
AClassInGroovy
{

    
def
 
printMessage
()
 
{

        
println
 
"Hello from Groovy"

    
}

}

new
 
AClassInJava
().
printMessage
()

new
 
AClassInGroovy
().
printMessage
()

```